# Bad Rappenau
Bad Rappenau  est une ville d'Allemagne, située dans le Land de Bade-Wurtemberg à environ 14 km au nord-ouest de la ville de Heilbronn. Bad Rappenau est la troisième plus grande ville dans l'arrondissement de Heilbronn après Neckarsulm et Eppingen.

## Histoire
| Appartenances historiques Seigneurie de Gemmingen 1592–1806 Grand-duché de Bade 1806-1871 Empire allemand 1871-1918 République de Weimar 1918–1933 Reich allemand 1933–1945 Allemagne occupée 1945–1949 Allemagne de l'Ouest 1949–1990 Allemagne 1990-présent |

L'histoire de la commune peut être retracée jusqu'en 1356. La fondation du site remonte à la construction de la Wasserburg (château) en 1604 par Évrard de Gemmingen. En 1806 la commune est rattachée au Grand-duché de Bade.
Bad Rappenau a été déclarée ville thermale par ordonnance le 4 septembre 1930.
Bad Rappenau a le statut d'une ville depuis le 29 mai 1973.

## Géographie
Bad Rappenau se situe dans les collines du pays de Kraichgau. Le quartier de Heinsheim au nord-est borde la rivière du Neckar. La commune comprend Rappenau et 9 villages.

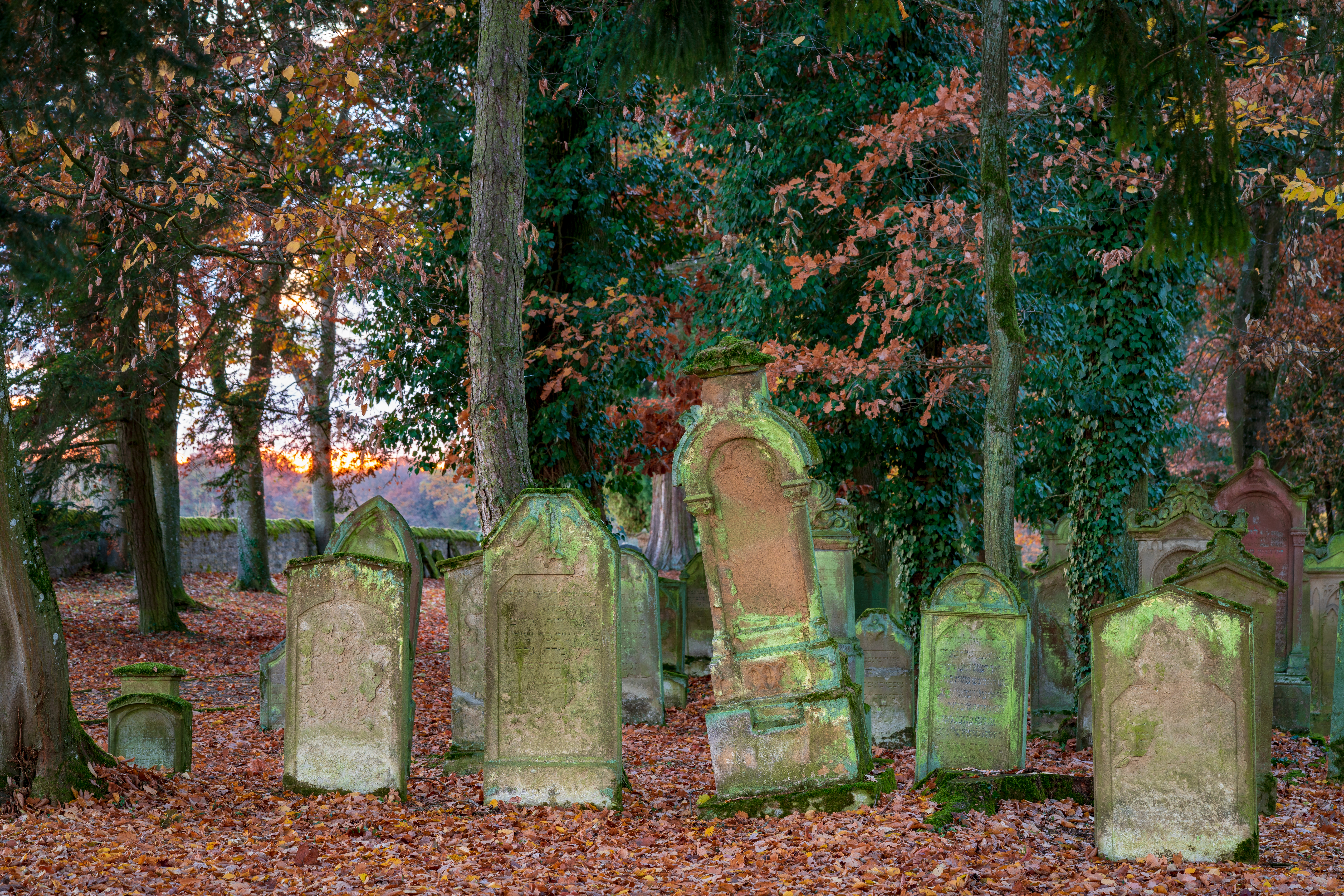
Dans le cimetière juif de Bad Rappenau. Les tombes présentées sur la photographie datent du XVIIIe ou du début du XIXe siècle. Photo novembre 2018.
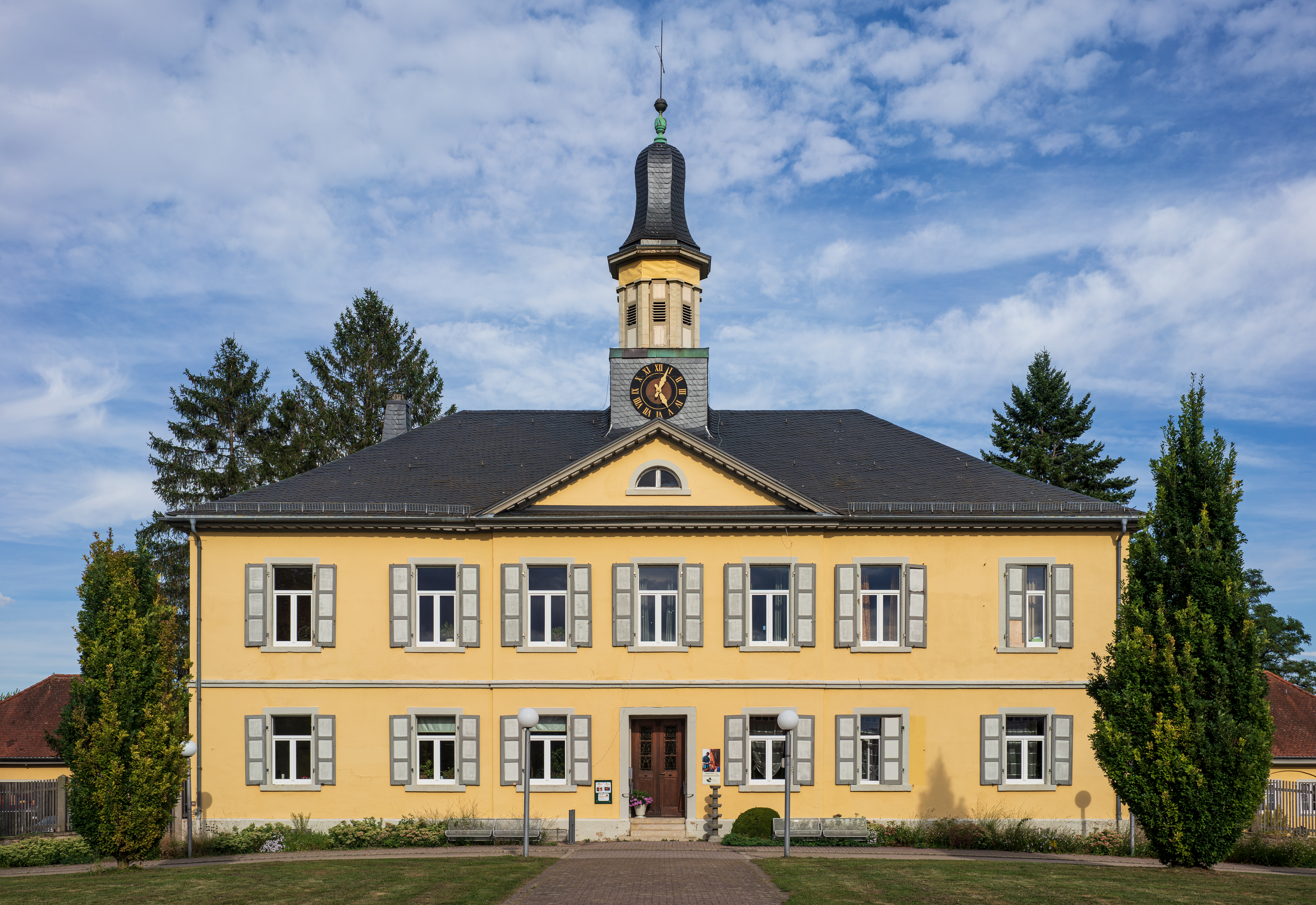
L'office du sel, construit en 1830 à Bad Rappenau. Photo septembre 2019.
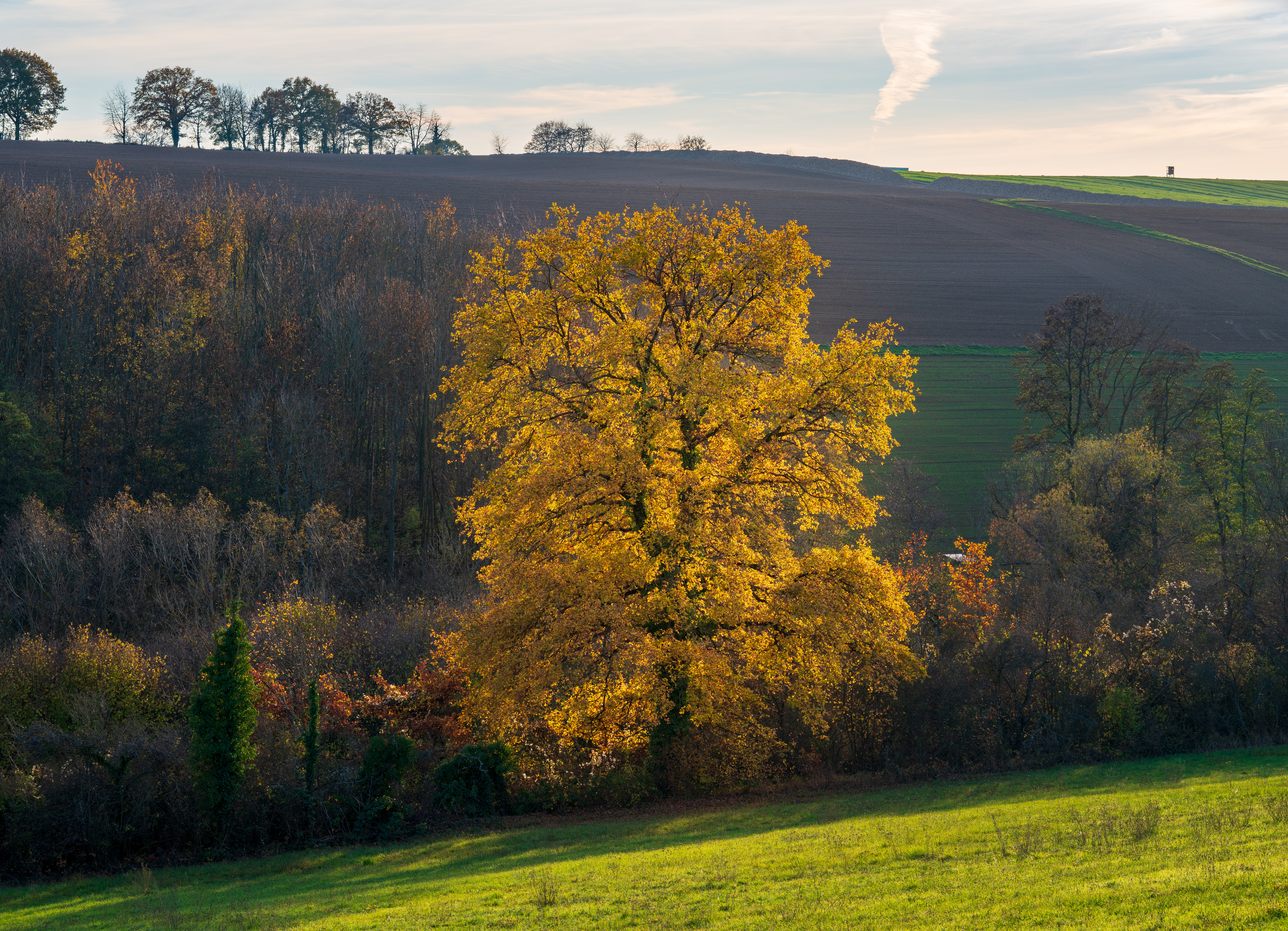
Bonfeld (de), village près de Bad Rappenau ; pente sud du Mühlberg avec un chêne magnifique au centre. Novembre 2020.
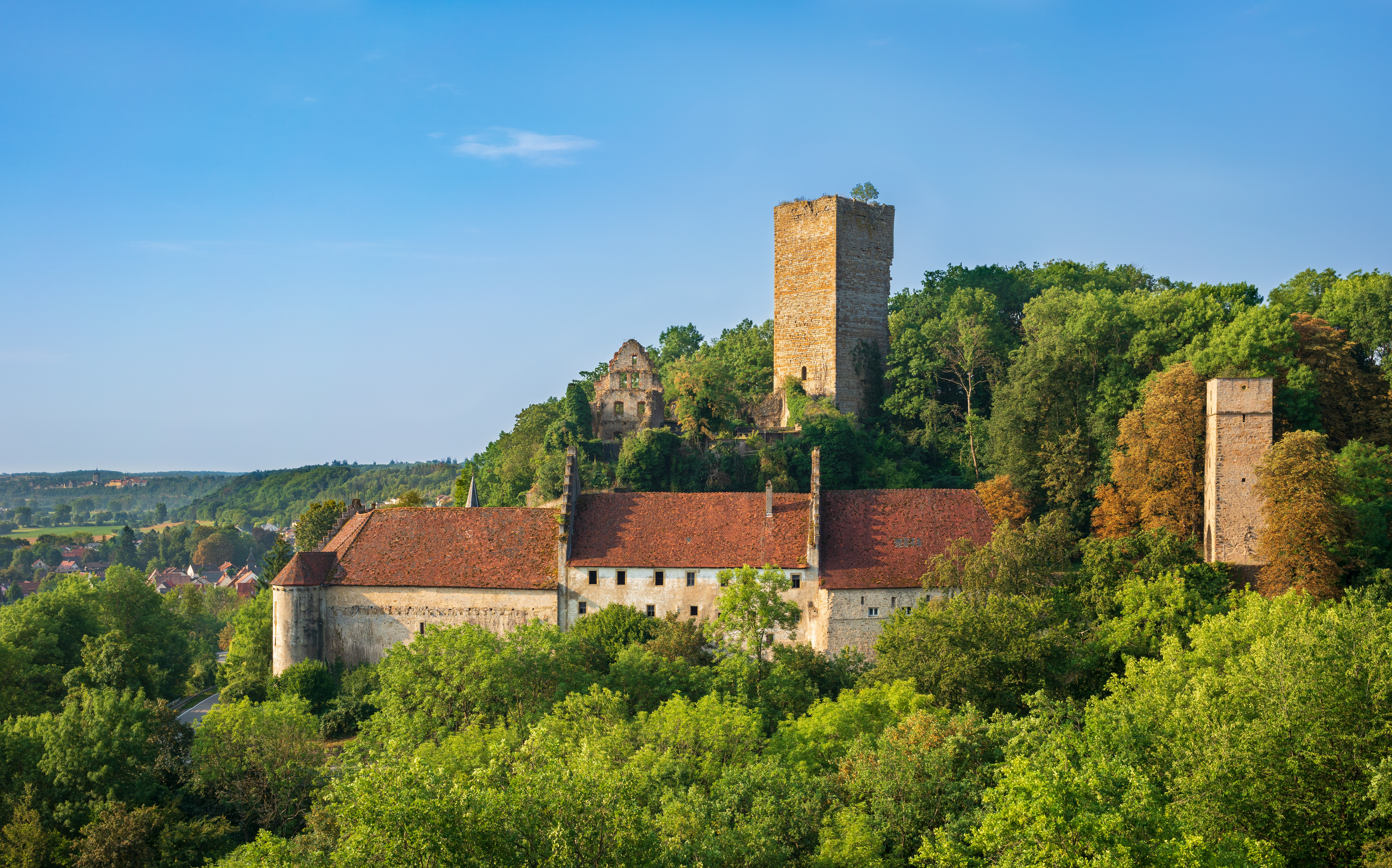
Le château d'Ehrenberg vu du nord. La tour, avec un arbre au sommet, est un bergfried. Attenante, la basse-cour (fortification). Sur la gauche, la vallée de la rivière Neckar. Au milieu les toits de Heinsheim, un quartier de Bad Rappenau. À l'arrière plan, la ville de Bad Wimpfen. Aout 2020.

## Économie

### Trafic
La gare est située le long de la ligne ferroiviaire Elsenztalbahn qui relie Heidelberg et Bad Friedrichshall. Depuis 2013, Bad Rappenau a aussi deux stations de la métro de Heilbronn. La ville est rattachée au réseau routier par l'autoroute A6 et la nationale B39. Depuis la découverte des eaux salines en 1822 l'activité économique se concentre sur l'exploitation des thermes, les établissements de santé associés et le tourisme.

## Personnalités nées à Bad Rappenau
- 1583, Philipp Adolf von Ehrenberg, prince-évêque de Wurtzbourg
- 1857, Karl von Gemmingen-Hornberg, homme politique
- 1896, Carl Egler, † 1982 à Karlsruhe, sculpteur
- 1936, Eberhard von Gemmingen, directeur de la rédaction allemande de Radio Vatican
- 1950, Hans Fassnacht, nageur
- 1957, Bruno E. Sälzer, PDG de Hugo Boss AG
- Martin Prescha, danseur dans l'ensemble danses historiques de l'Université des Arts de Berlin.

## Jumelages
- Llandrindod Wells (Pays de Galles) depuis 2001
- Contrexéville (France) depuis 1982